# Zabid
Zabid (také Zebid) (arabsky: زبيد) je město v západním Jemenu. Je to jedno z nejstarších měst v Jemenu. V minulosti bylo opakovaně hlavním městem Jemenu a centrem arabského světa. Od roku 1993 je město na seznamu světového dědictví UNESCO.

## Poloha
Město se nachází v jihozápadním Jemenu na břehu vádí Zabid ve východním výběžku planiny Tihamah asi 16 km od břehů Rudého moře.

## Historie
Starodávné město Zabid bylo znovuzaloženo roku 819 či 820 Muhammadem ibn Ziyadem a v letech 819 (820)–1018 bylo sídelním městem Ziyadidské dynastie, která vládla rozsáhlým oblastem jihozápadní části Arabského poloostrova. V letech 1022–1158 byl Zabid sídelním městem Najahidské dynastie. Od 13. do 15. století byl hlavním městem Jemenu a díky významné univerzitě i centrem arabské vzdělanosti. V roce 1993 bylo město zapsáno na seznam světového dědictví UNESCO i díky své jedinečné obytné i vojenské architektuře. Mezi dalšími památkami vynikají např. historická Univerzita v Zabidu a Velká mešita. 
Od roku 2000 je v důsledku zhoršujícího se stavu historických budov na seznamu světového dědictví v ohrožení.

## Galerie

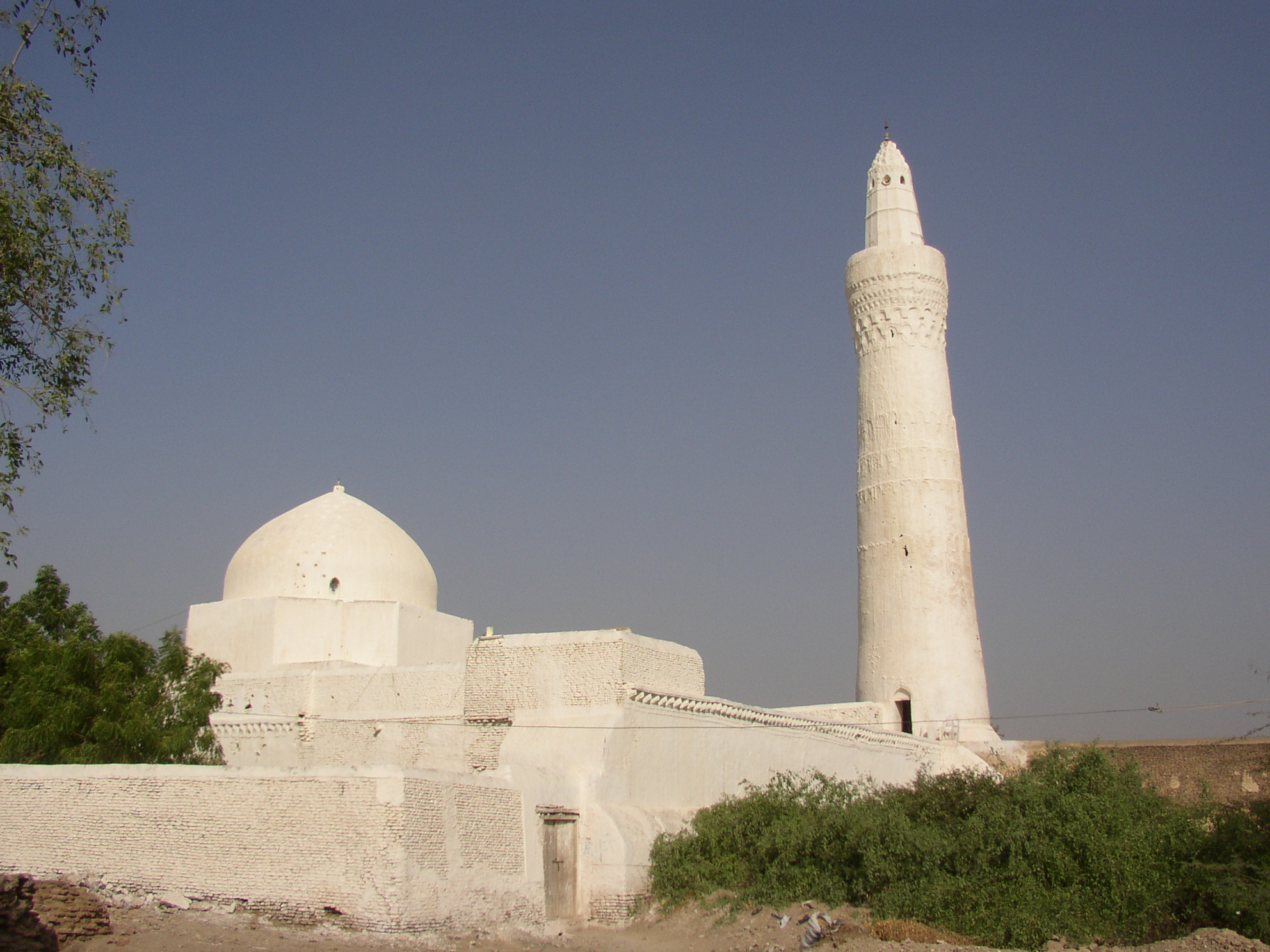
Mešita Al-Asha'ir
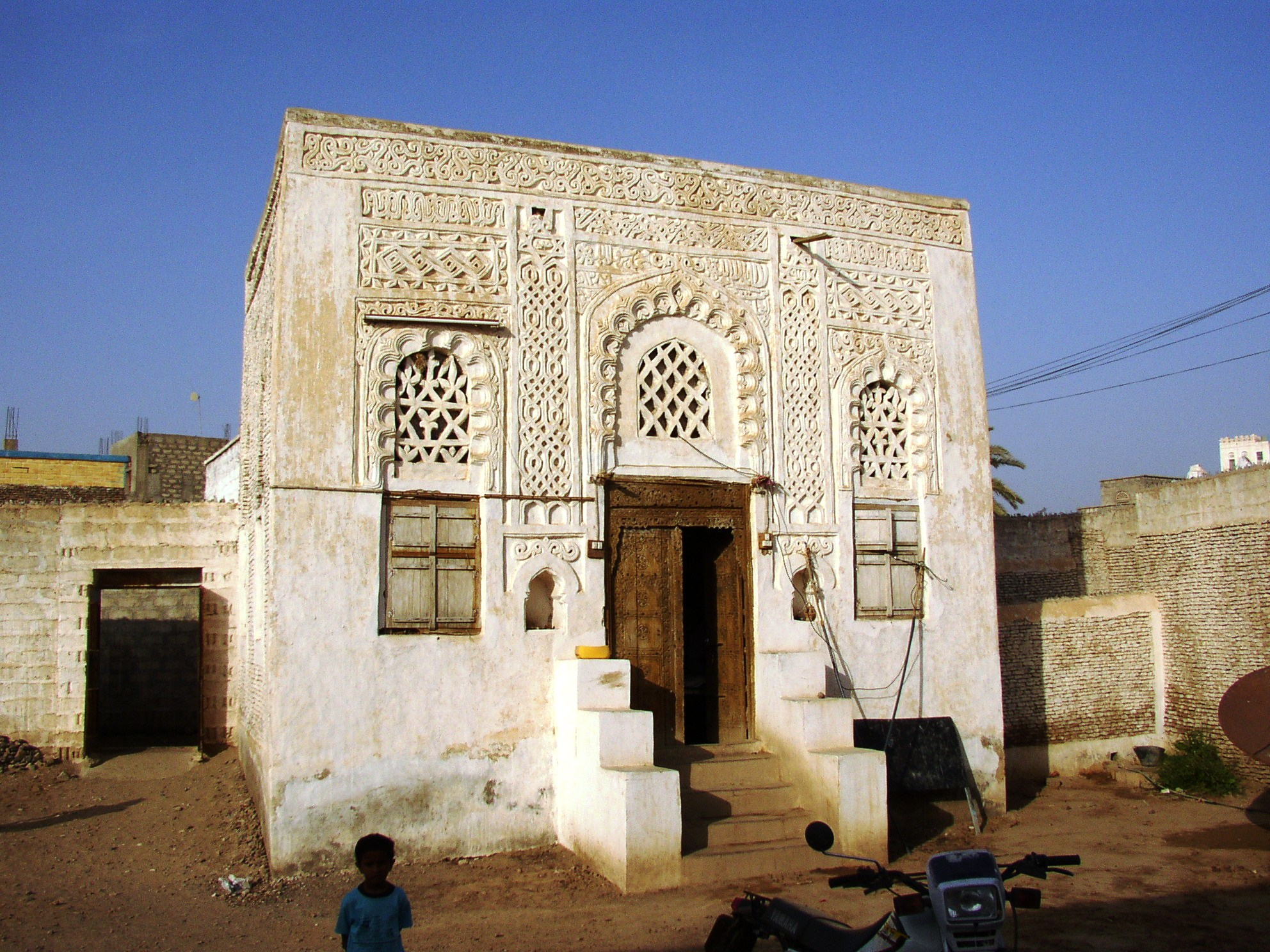
Historická zástavba
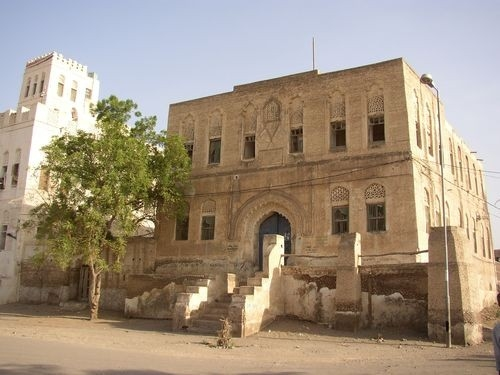
Historická zástavba
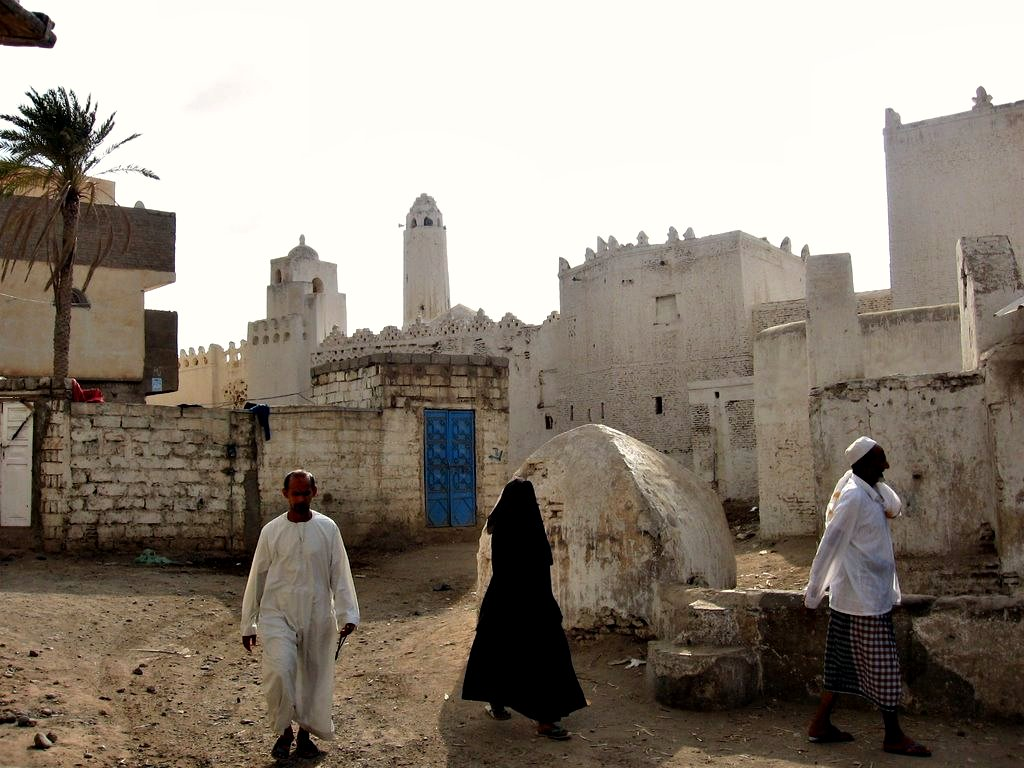
Historická zástavba